# Градизька селищна рада
Градизька селищна рада — орган місцевого самоврядування у Кременчуцькому районі Полтавської області з центром у смт Градизьк.

## Населені пункти
Селищній раді підпорядковані населені пункти:
- смт Градизьк
- с. Ганнівка
- с. Котляревське
- с. Лізки
- с. Середпілля